# Scaled Composites Stratolaunch
Stratolaunch Carrier Aircraft ali Scaled Composites Model 351 Roc, je nosilno letalo proizvajalca Scaled Composites, ki se bo uporabljajo za izstreljevaje vesoljskih raket.
Letalo ima razpon kril 117 m (385 ft), kar je največji razpon v zgodovini letalstva. Letalo bo poganjalo šest turbofan motorjev Pratt & Whitney PW4056, vsak s potiskom 250 kN. Bruto vzletna teža naj bi bila okrog 540 ton.
Prvič je testno poletelo 14. aprila 2019 z vzletišča Mojave Air and Space Port in uspešno opravilo dveinpolurni polet.

## Specifikacije (Stratolaunch Systems Carrier)
Podatki iz EAA
Splošne značilnosti
- Razpon kril: 385 ft (117 m)
- Bruto teža: 1.200.000 lb (544.311 kg)
- Pogon letala: 6 × 59.500–63.300 lbf (265–282 kN)[6] turbofan

Zmogljivost